# 宁石高速公路
宁陕至石泉高速公路，简称宁石高速，为陕西省“2367”高速公路网规划的联络线之一“石泉连接线”，陕西省级高速编号S21。线路起点位于安康市宁陕县筒车湾镇，设枢纽立交与京昆高速公路相接，止于安康市石泉县城关镇双桥村，设枢纽立交与十天高速公路相接。于2017年12月27日与其他四条高速公路集中开工，全线桥隧比高达87.24%，由中国能建葛洲坝路桥公司总承包建设，概算总投资为90.283亿元人民币，于2022年12月9日正式通车。

## 工程规模
路线全长51.784公里。全线设筒车湾（枢纽）、宁陕、云雾山、石泉北、石泉东等5处互通式立交。采用双向四车道高速公路标准，设计速度80公里／小时，路基宽度整体式25.5米、分离式2×12.75米；桥涵设计汽车荷载等级采用公路-Ⅰ级，设计洪水频率1/100（特大桥1/300）；地震动峰值加速度0.05g；其余各项主要技术指标执行《公路工程技术标准》（JTG B01-2014）。同步建设宁陕和云雾山互通式立交连接线7.026公里，其中宁陕互通式立交连接线长1.794公里，利用规划的丹宁高速公路线位，远期采用双向四车道高速公路技术标准，设计速度80公里／小时、路基宽度25.5米，近期采用半幅高速公路路基宽度12.75米；云雾山互通式立交连接线长5.232公里。采用二级公路标准，设计速度40公里／小时，路基宽度8.5米。
主线共设桥梁24645.784米/42座（全幅），其中特大桥12102.534米/7座、大桥12423.25米/33座、中桥120米/2座，桥梁占路线全长比例为47.59%，涵洞14道。设隧道19498.15米/12座（双洞），其中特长隧道14544.75米/2座，长隧道2108米/1座，中、短隧道2845.4米/9座，隧道占路线全长比例为37.65%。云雾山互通式立交连接线设长隧道1353米/1座（单洞）。
全线共设1处通信监控分中心（宁陕），4处匝道收费站（宁陕、云雾山、石泉、石泉东），1处隧道管理站（宁陕），1处隧道消防救援站（宁陕），2处隧道消防执勤点（云雾山、京昆高速宁陕西收费站），1处养护工区（宁陕）；1处服务区（云雾山）。其中，隧道管理站、隧道消防救援站、通信监控分中心与养护工区同址建设，云雾山匝道收费站与云雾山服务区同址建设，隧道消防执勤点分别与云雾山服务区、京昆高速宁陕西收费站同址设置。另设隧道变配电房、消防泵房等附属设施。全线管理、养护及服务设施占地总面积298.8亩，总建筑面积23338平方米。另设置1处交警营房（云雾山），占地面积5.2亩，建筑面积1207平方米。

### 苍龙峡隧道
宁石高速公路最长隧道及重点控制性工程之一，左洞长7348米，右洞长7350米，设计为时速80公里的分离式双向四车道隧道。经过8条断层及构造片理化带，IV、Ⅴ级围岩多达3830米，最大深埋524米，日涌水量达25000立方米。于2018年12月8日开工建设，右洞于2020年10月22日贯通，左洞于2020年12月22日贯通。

### 云雾山隧道
宁石高速公路重点控制性工程之一，连接宁陕、石泉两县，为左右分离式隧道，左线全长7185米、右线全长7209米，隧道大部分以Ⅴ级围岩为主。穿越8个断层带和7个富水带，最大埋深751米。于2021年9月30日贯通。

## 建设历程
2017年6月6日，陕西省高速公路建设集团发布宁石高速公路工程勘察设计招标公告。7月7日，陕西省交通运输厅发布宁石高速公路PPP项目社会投资人招标资格预审公告。7月24日，工程勘察设计招标结果公示，陕西省交通规划设计研究院、西安公路研究院分别成为一、二标段的第一中标候选人。10月9日，中国葛洲坝集团和百和六号（深圳）投资合伙企业（有限合伙）组成的联合体，成功中标宁石高速公路PPP项目社会投资人。12月27日，宁陕至石泉等5条高速公路项目在西安市长安区集中举行了开工仪式。
2019年3月，路基桥隧工程正式开工。6月18日，陕西省生态环境厅以陕环评批复〔2019〕22号文件批复了宁石高速公路环境影响报告书。11月1日，宁石高速公路环境影响评价相关事项公示。
2020年7月9日，宁石高速公路施工图设计获得陕西省交通运输厅的批复。12月1日，安康市生态环境局批复了宁石高速公路（重大变动）环境影响报告书。
2022年11月30日，宁石高速全线通过交工验收。12月6日，陕西省人民政府以陕政函〔2022〕151号文件批复同意宁石高速公路设站收取车辆通行费。12月8日，陕西省交通运输厅发布通告，确定宁石高速于2022年12月9日建成通车。西汉高速公路宁陕收费站更名为宁陕西收费站，并撤销十天高速公路石泉收费站。12月9日，宁石高速公路正式通车。

## 车辆通行费
宁陕至石泉高速公路收费期限暂定5年，自2022年12月9日至2027年12月8日。若国家公路收费政策调整，从其规定。全线纳入陕西省高速公路网，按照ETC全国联网收费技术要求，实行以电子不停车ETC收费为主、人工收费为辅的收费方式。

### 客车
| 类别 | 车辆类型       | 核定载人数 | 说明                                             | 道路费率标准 （元/车·公里） | 云雾山特长隧道加收标准 （元/车次） |
| ---- | -------------- | ---------- | ------------------------------------------------ | --------------------------- | ---------------------------------- |
| 1类  | 微型、小型     | ≤9         | 车长小于6000mm且核定载人数不大于9人的载客汽车    | 0.70                        | 10                                 |
| 2类  | 中型乘用车列车 | 10-19—     | 车长小于6000mm且核定载人数为10-19人的载客汽车—   | 1.23                        | 20                                 |
| 3类  | 大型           | ≤39        | 车长不小于6000mm且核定载人数不大于39人的载客汽车 | 1.58                        | 30                                 |
| 4类  | 大型           | ≥40        | 车长不小于6000mm且核定载人数不小于40人的载客汽车 | 1.90                        | 40                                 |

### 货车及专项作业车
| 类别 | 总轴数 （含悬浮轴） | 说明                                         | 道路费率标准 （元/车·公里） | 云雾山特长隧道加收标准 （元/车次） |
| ---- | ------------------- | -------------------------------------------- | --------------------------- | ---------------------------------- |
| 1类  | 2                   | 车长小于6000mm且最大允许总质量小于4500kg     | 0.70                        | 10                                 |
| 2类  | 2                   | 车长不小于6000mm且最大允许总质量不小于4500kg | 1.26                        | 18                                 |
| 3类  | 3                   | —                                            | 2.03                        | 29                                 |
| 4类  | 4                   | —                                            | 2.47                        | 35                                 |
| 5类  | 5                   | —                                            | 2.71                        | 39                                 |
| 6类  | 6                   | —                                            | 2.86                        | 41                                 |

大件运输车辆通行高速公路，道路收费以1类货车收费标准为基数，7轴收费系数为7，7轴以上按每增加一轴增加收费系数1，依此类推，最高至15轴。15轴以上收费系数统一按15轴执行。
上述收费标准为宁陕至石泉高速公路最高限价，在项目竣工验收前，客货车暂执行0.6元/车·公里（一类车）对应的费率标准，云雾山特长隧道执行10元/车次（一类车）对应的费率标准。各种优惠和差异化收费政策按照陕西省有关规定统一执行。

## 沿线设施列表
| 地区                                                                                         | 里程   | 类型                              | 名称           | 连接             | 说明 |
| -------------------------------------------------------------------------------------------- | ------ | --------------------------------- | -------------- | ---------------- | ---- |
| 安康市 宁陕县                                                                                | 0.000  | 枢纽                              | 筒车湾枢纽     | 西汉高速         |      |
| 安康市 宁陕县                                                                                |        | 隧道                              | 苍龙峡隧道     | 苍龙峡隧道       |      |
| 安康市 宁陕县                                                                                | 11.088 | 枢纽 · 出入口                     | 宁陕           | 丹宁高速 210国道 |      |
| 安康市 宁陕县                                                                                |        | 隧道                              | 白鹿塬隧道     | 白鹿塬隧道       |      |
| 县界                                                                                         |        | 隧道                              | 云雾山隧道     | 云雾山隧道       |      |
| 安康市 石泉县                                                                                | 23.925 | 停车场 · 加油设施 · 修车站 · 餐厅 | 云雾山服务区   | 云雾山服务区     |      |
| 安康市 石泉县                                                                                | 23.950 | 出入口                            | 云雾山         | 云雾山           |      |
| 安康市 石泉县                                                                                |        | 隧道                              | 铜钱峡隧道     | 铜钱峡隧道       |      |
| 安康市 石泉县                                                                                | 38.283 | 出入口                            | 石泉           | 210国道          |      |
| 安康市 石泉县                                                                                |        | 隧道                              | 堡子村隧道     | 堡子村隧道       |      |
| 安康市 石泉县                                                                                |        | 隧道                              | 北辰公园隧道   | 北辰公园隧道     |      |
| 安康市 石泉县                                                                                |        | 隧道                              | 双沟村隧道     | 双沟村隧道       |      |
| 安康市 石泉县                                                                                |        | 隧道                              | 新桥村一号隧道 | 新桥村一号隧道   |      |
| 安康市 石泉县                                                                                |        | 隧道                              | 新桥村二号隧道 | 新桥村二号隧道   |      |
| 安康市 石泉县                                                                                |        | 隧道                              | 农光村隧道     | 农光村隧道       |      |
| 安康市 石泉县                                                                                |        | 隧道                              | 元岭村隧道     | 元岭村隧道       |      |
| 安康市 石泉县                                                                                |        | 隧道                              | 石磨村隧道     | 石磨村隧道       |      |
| 安康市 石泉县                                                                                | 50.728 | 出入口                            | 石泉东         | 316国道          |      |
| 安康市 石泉县                                                                                | 51.784 | 枢纽                              | 石泉枢纽       | 白泉高速         |      |
| 1.000 英里 = 1.609 千米；1.000 千米 = 0.621 英里 并行路段 • 已关闭／取消 • 限制进入 • 未开放 |        |                                   |                |                  |      |